# Alexie Ribes
Pour les articles homonymes, voir Ribes.
 (juin 2017).
Si vous disposez d'ouvrages ou d'articles de référence ou si vous connaissez des sites web de qualité traitant du thème abordé ici, merci de compléter l'article en donnant les références utiles à sa vérifiabilité et en les liant à la section « Notes et références ».
Alexie Ribes, née le 26 octobre 1987 à Paris, est une actrice française. Fille de Jean-Michel Ribes, elle a suivi une formation en danse classique à l’École Stanlowa, en chant et en théâtre aux Cours Florent, au Sudden théâtre et à l’Atelier de l’ouest, dirigé par Steve Kalfa. Puis elle a joué dans plusieurs pièces et films signés par son père ou l'entourage de ce dernier (comme Pascal Thomas ou Reinhardt Wagner). Elle a joué également dans plusieurs spots publicitaires pour la MAAF et LCL (mettant en scène des étudiants), réalisés par son père. Depuis 2011, elle revient régulièrement dans des spots TV et radio pour Sofinco.

## Filmographie

### Cinéma
- 2008 : Le crime est notre affaire de Pascal Thomas
- 2008 : Musée haut, musée bas de Jean-Michel Ribes
- 2009 : Rose et Noir de Gérard Jugnot
- 2009 : Rue du bonheur de Sylvie Khun
- 2010 : Un balcon sur la mer de Nicole Garcia
- 2014 : Brèves de comptoir de Jean-Michel Ribes

### Télévision
- 1994 : B comme Bolo de Jean-Michel Ribes
- 2006 : Notable, donc coupable de Francis Girod et Dominique Baron
- 2006 : Les Enfants d'abord de Claire Borotra
- 2009 : Mourir d'aimer de Josée Dayan
- 2009 : Folie douce de Josée Dayan
- 2010 : Les Châtaigniers du désert de Caroline Huppert
- 2011: Pour Djamila de Caroline Huppert
- 2013: Les petits meurtres d'Agatha Christie
- 2014: Vaugand (Ep3) Irresponsable de Manuel Boursinhac

## Théâtre
- 2006 : Musée Haut, Musée Bas de Jean-Michel Ribes
- 2007 : Gabegie de Jean-François Mariotti
- 2008 : Une histoire du monde de Jean-Francois Mariotti et Justine Heynemann
- 2008 : Signé Topor de Jean-Louis Jacopin (musique de Reinhardt Wagner)
- 2009 : Cabinet de curiosités
- 2010 : Les Nouvelles Brèves de comptoir de Jean-Marie Gourio, mise en scène Jean-Michel Ribes, Théâtre du Rond-Point, Théâtre national de Nice, Théâtre du Gymnase, Théâtre des Célestins, tournée
- 2011 : Les Nouvelles Brèves de comptoir de Jean-Marie Gourio, mise en scène Jean-Michel Ribes, tournée
- 2011 : L'amour, la mort, les fringues de Delia et Nora Ephron, Mise en scène par Danièle Thompson
- 2012 : Le Torticolis de la Girafe de Carine Lacroix, mise en scène par Justine Heynemann.
- 2012: Bye bye Mylène de Muriel Magellan, mise en scène par Anne Bourgeois dans le cadre du festival "Le Paris des femmes".
- 2013: El tigre, comédie musicale d'Alfredo Arias, musique de Bruno Coulais.
- 2013: Toutes les dates de naissance et de mort de Régis de Martin Donos, mise en scène Gilbert Désveaux. Tournée.
- 2014: 1914, Cinemascope et propagande, la guerre des golems. Mise en scène Christophe Correia. Lecture au Festival de la correspondance de Grignan.
- 2015: The Servant de Robin Maugham mise en scène par Thierry Harcourt. Théâtre de Poche-Montparnasse
- 2016 : Par-delà les marronniers, de et mise en scène Jean-Michel Ribes, Théâtre du Rond-Point
- 2017 : Abigail's Party, de Mike Leigh, mise en scène Thierry Harcourt, Théâtre de Poche-Montparnasse
- 2019 : Palace de Jean-Michel Ribes et Jean-Marie Gourio, mise en scène Jean-Michel Ribes, théâtre de Paris
- 2020 : Le Muguet de noël de Sébastien Blanc et Nicolas Poiret, mise en scène Jean-Luc Moreau, théâtre Montparnasse
- 2023 : Irrésistible Offenbach de Bruno Druart et Patrick Angonin, mise en scène Anne Bourgeois, théâtre de Passy